# LZ Геркулеса
LZ Геркулеса (лат. LZ Herculis) — одиночная переменная звезда или двойная затменная переменная звезда типа W Большой Медведицы (EW) в созвездии Геркулеса на расстоянии приблизительно 1993 световых лет (около 611 парсек) от Солнца. Видимая звёздная величина звезды — от +14,6m до +14,1m. Орбитальный период — около 0,3317 суток (7,9616 часа).
Открыта Куно Хофмейстером в 1931 году.

## Характеристики
Первый компонент — жёлто-белая пульсирующая переменная звезда типа SX Феникса (SXPHE) спектрального класса F9-G0*. Радиус — около 1,25 солнечного, светимость — около 1,172 солнечной. Эффективная температура — около 5367 K.
Второй компонент — жёлтая звезда спектрального класса G5-G6*. Эффективная температура — около 6000 K.